# Ocean (scheepstype)
Ocean-schepen werden aan het begin van de Tweede Wereldoorlog in de Verenigde Staten gebouwd in opdracht van de Britse regering. Door het oorlogsgeweld was medio 1940 veel scheepsruimte verloren gegaan. De capaciteit van de Britse scheepswerven werd al volledig benut en ze konden geen nieuw werk meer aannemen. De British Merchant Shipping Mission werd in oktober 1940 naar de Verenigde Staten gezonden om 60 vrachtschepen te kopen.

## Oorlogsverliezen
De Tweede Wereldoorlog was begin september 1939 uitgebroken. Duitsland opende direct de aanval op het scheepvaartverkeer met duikboten, vliegtuigen en zeemijnen. De Britse regering was aanvankelijk in staat deze verliezen op te vangen door de bestaande overcapaciteit aan scheepsruimte in te zetten, Duitse schepen in buitenlandse havens te confisqueren, gevluchte schepen uit landen die door de Duitse legers waren bezet te gebruiken en ten slotte door schepen in het buitenland, waaronder de Verenigde Staten, te kopen. In de eerste negen maanden van de oorlog werden ongeveer 215 schepen tot zinken gebracht. In juli 1940 concludeerde het Britse Ministerie van Scheepvaart dat de verliezen aan scheepsruimte dringend vervangen diende te worden. De capaciteit van de Britse werven werd al volledig benut en men besloot een missie naar de Verenigde Staten te sturen.

## British Merchant Shipbuilding Mission
Deze missie, bekend geworden onder de naam British Merchant Shipbuilding Mission, kwam op 3 oktober 1940 in New York aan. De opdracht was zo snel als mogelijk, 60 drogeladingschepen van elk 10.000 dwt aan te schaffen. De missie had een bestaand ontwerp van een schip, de Empire Liberty, van de werf J.L. Thompson & Sons meegenomen. Op basis van dit ontwerp konden de werven meteen aan de slag. Aanpassingen op het oorspronkelijke ontwerp werden wel doorgevoerd om de bouw te vergemakkelijken; zo werden de schepen gelast in plaats van geklonken waarmee zowel op de arbeids- en materiaalkosten (minder staal) kon worden bespaard.
Na de Eerste Wereldoorlog was in de Verenigde Staten de capaciteit om nieuwe schepen te bouwen snel gedaald. In de jaren dertig werd er gemiddeld per jaar maar 300.000 dwt aan nieuwe scheepscapaciteit gebouwd. Deze Britse order van 600.000 dwt was relatief groot. Al snel werd het de missie duidelijk dat geen van de bestaande Amerikaanse scheepswerven deze opdracht aankon. De Amerikaanse regering had zelf ook een nieuwbouwprogramma gestart voor zowel marine- als koopvaardijschepen en di genoten voorrang boven de Britse order. De missie werd gedwongen zelf in nieuwe scheepswerven te investeren. Met Todd Shipyards Corporation werd in december 1940 een overeenkomst gesloten. De Britse regering verplichtte zich tot een investering van 8,5 miljoen dollar in de bouw van twee werven, één werf aan de Westkust van de Verenigde Staten en één aan de Oostkust van de Verenigde Staten, én zestig vrachtschepen te kopen voor een prijs van 87,5 miljoen dollar. Een vervolgorder van nog eens 60 schepen werd niet uitgesloten.

## Bouw en oplevering

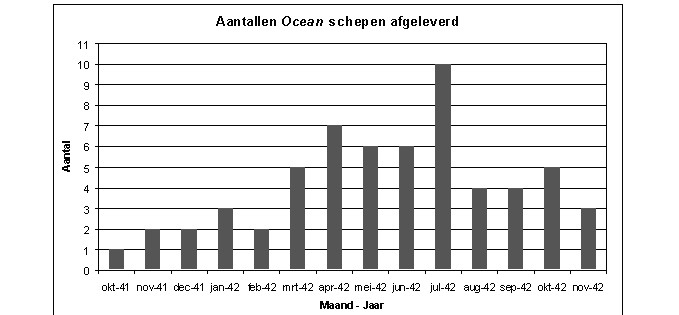
Afleveringsschema van Ocean schepen

In december 1940 werd met de bouw van de werven gestart. In California, begon Todd met de bouw van de werf in Richmond. Aan de oostkust werd een werf gebouwd in Portland (Maine). Beide werven hadden opdracht om dertig van deze vrachtschepen te bouwen. De aanleg van de nieuwe werven verliep voorspoedig, reeds op 14 april 1941 werd de eerste kiel gelegd op de werf in Richmond, gevolgd op 24 mei 1941 in Portland. Het eerste schip, de Ocean Vanguard, werd in oktober 1941 opgeleverd. Iedere maand daarna volgden twee of meer schepen en het laatste schip in de reeks, de Ocean Glory in november 1942. Alle schepen kregen als eerste naam Ocean gevolgd door een tweede naam.
De Ocean schepen waren 135 meter lang en 17 m breed. De capaciteit was 7.170 ton en het draagvermogen 10.500 dwt. Het waren eenvoudige schepen, er waren twee ruimen voor de brug, een tussen de brug en machinekamer en twee achter de machinekamer. De drievoudige expansie-stoomzuigermotoren waren van een bewezen ontwerp en deze werd later ook gebruikt in de bekende Liberty schepen. Als brandstof werd steenkolen gebruikt, de latere Liberty schepen gebruikten stookolie. De hadden een bunkercapaciteit van 2.400 ton steenkool. De motor met een vermogen van 2.500 pk dreef één schroef aan. Bij 76 omwentelingen per minuut werd een snelheid bereikt van 10 knopen. Er werd dan zo'n 30 ton steenkool per dag verstookt. De bemanning bestond uit ongeveer 45 personen. De verblijven van de bemanning, brug en machinekamer bevonden zich midscheeps. Voor de verdediging van het schip was er geschut geplaatst; dit werd bediend door militairen.
De vervolgorder is nooit gekomen. De Amerikaanse regering had in maart 1941 de Lend-Lease Act aangenomen en alle orders voor nieuwe schepen werden vanaf dat moment gegund door de United States Maritime Commission (USMC). In 1943 besloot de Britse regering het aandeel in de twee scheepswerven te verkopen aan de USMC.

## Verliezen in oorlogstijd

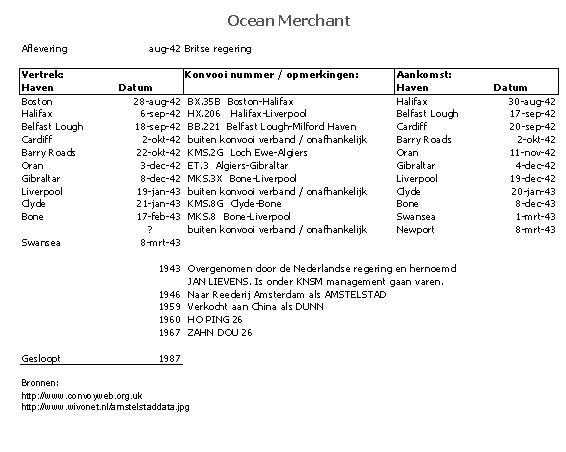
Ocean Merchant van tewaterlating tot sloop

Tijdens de oorlog zijn zestien Ocean schepen door oorlogshandelingen gezonken. De meeste slachtoffers vielen door torpedo aanvallen van Duitse duikboten. Vier schepen zijn gezonken na luchtaanvallen waarvan drie in de Middellandse Zee en een onderweg naar Moermansk in Rusland. De Ocean Crusader was het minst gelukkig. Dit schip werd getorpedeerd voor de kust van Newfoundland in november 1942; dat was dezelfde maand dat het schip in de vaart was genomen.

## Na de oorlog
Kort na afloop van de Tweede Wereldoorlog werden de overgebleven Ocean schepen verkocht aan particuliere rederijen. De vraag naar scheepsruimte was groot en de meeste werden in 1946 of 1947 verkocht. In particuliere handen hebben de schepen nog ongeveer 25 jaar gevaren. In de tweede helft van de jaren zestig zijn de meeste van de Ocean schepen gesloopt. Er zijn geen Ocean schepen bewaard gebleven.
In 1943 wees het British Ministry of War Transport drie Oceans toe aan de Nederlandse regering ter vervanging van gezonken schepen. Ze kregen de namen van Nederlandse schilders, de Jan Lievens, Jan Steen en Govert Flinck. Deze schepen kwamen onder respectievelijk beheer van de KNSM, Stoomvaart Maatschappij Nederland en Koninklijke Rotterdamsche Lloyd. Na de oorlog nam de Reederij Amsterdam twee exemplaren over en herdoopte de schepen in Amstelstad en Amstelveen. De Govert Flinck werd verkocht aan de Rotterdamsche Lloyd, die het schip later hernoemde tot Ternate. Er was nog een vierde schip gegund aan Nederland, maar dit werd kort voor de overdracht in maart 1943 getorpedeerd. De drie Nederlandse Ocean schepen zijn in 1959 allemaal verkocht.
België kreeg onder dezelfde regeling de beschikking over één Ocean, de Ocean Veteran. Die werd als Belgian Veteran in de vaart genomen en in 1950 verkocht aan de Compagnie Maritime Belge. Onder de naam Capitaine Lauwereins maakte die tot maart 1961 deel uit van de Belgische vloot.